# 19994 Тресіні
19994 Тресіні (19994 Tresini) — астероїд головного поясу, відкритий 13 жовтня 1990 року.
Тіссеранів параметр щодо Юпітера — 3,298.